# لورا واسلي
لورا واسلي (من مواليد 18 فبراير 1984) هي راكبة دراجة من جزيرة مانكسيون، مثلت جزيرة مان في ألعاب الجزيرة 2011 ودورة ألعاب الكومنولث 2014. تعمل لورا كموظفة حكومية.

## حياة مهنية
تنافس واسلي على جزيرة جزيرة مان في ألعاب الجزيرة 2011 على جزيرة وايت. حصلت على الميدالية الفضية في سباق المعيار، كما جاءت في المركز السادس في سباق الزمن والثامن في سباق الطريق. في عام 2012، فاز واسلي بجولة تجريبية زمنية؛ تسابقت لصالح فريق مانكس تيليكوم. موسم 2013، وقعت واسلي مع فريق سكوت كونتيسا إيبيك، الذي تنافست معه في بطولة الطرق البريطانية 2013 و 2014 لركوب الخيل. في عام 2013، احتلت المركز 28 من بين 31 متسابقًا في تجربة الوقت، وانتهت خارج الوقت المحدد في سباق الطريق، وفي عام 2014، لم تكمل سباق الطريق.
مثلت واسلي جزيرة مان في دورة ألعاب الكومنولث 2014 في غلاسكو. لم تنهي سباق الطريق، وحصلت على المركز 26 في سباق الزمن. قبل الألعاب، كانت جزءًا من تتابع الملكة باتون عندما زارت جزيرة آيل أوف مان، وأثناء الألعاب، تناولت واسلي الغداء مع الملكة إليزابيث الثانية. في وقت لاحق من العام، شاركت في جولة الخزان في نورثمبرلاند.